# Папа Сикст III
Папа Сикст III (лат. Sixtus III; умро у Риму, 19. август 440) је био 44. папа од 1. августа 432. до 18. августа 440.